# Allons danser
| Recensione | Giudizio |
| ---------- | -------- |
| AllMusic   |          |

Allons danser è un album di Zachary Richard, pubblicato dalla CBS Records nel 1979. Il disco fu registrato allo Studio in the Country, Bogalusa, Louisiana (Stati Uniti) nel 1979.

## Tracce
Lato A
1. Allons danser – 4:38 (Zachary Richard)
2. Flammes d'enfer – 3:01 (Brano tradizionale, arrangiamento di Zachary Richard)
3. Viens nous rejoind' – 3:02 (Brano tradizionale, arrangiamento testo e musica di Zachary Richard)
4. Pauv' 'tit neg' – 4:31 (Zachary Richard)
5. Colinda – 3:39 (Brano tradizionale, arrangiamento testo e musica di Zachary Richard)

Lato B
1. Handa Wanda – 5:45 (Brano tradizionale, arrangiamento testo e musica di Zachary Richard, B. MacDonald, D. Breux)
2. Mama Rosin – 3:08 (Brano tradizionale, arrangiamento testo e musica di Zachary Richard)
3. Ya Que' Chose – 2:56 (Zachary Richard)
4. Ton Ton Gris Gris – 4:23 (Zachary Richard)
5. Antibon Legbo – 3:30 (Zachary Richard)

## Musicisti
- Zachary Richard  - chitarra
- Bruce MacDonald  - chitarra
- Dana Breaux  - chitarra
- Victor Palmer  - sassofono
- Pat Breaux  - sassofono
- George Porter  - basso
- Denis Farmer  - batteria
- Mark Sanders  - percussioni
- Sister Geraldine Richard  - accompagnamento vocale
- Bogalusa Baptist Choir  - accompagnamento vocale, cori